# 雅克·弗卢雷
雅克·弗卢雷（法語：Jacques Flouret，1907年9月8日—1973年10月4日），法国男子田径、篮球运动员。曾代表法国参加1928年夏季奥运会跳远比赛和1936年夏季奥运会男子篮球比赛。